# Kindergezelschap

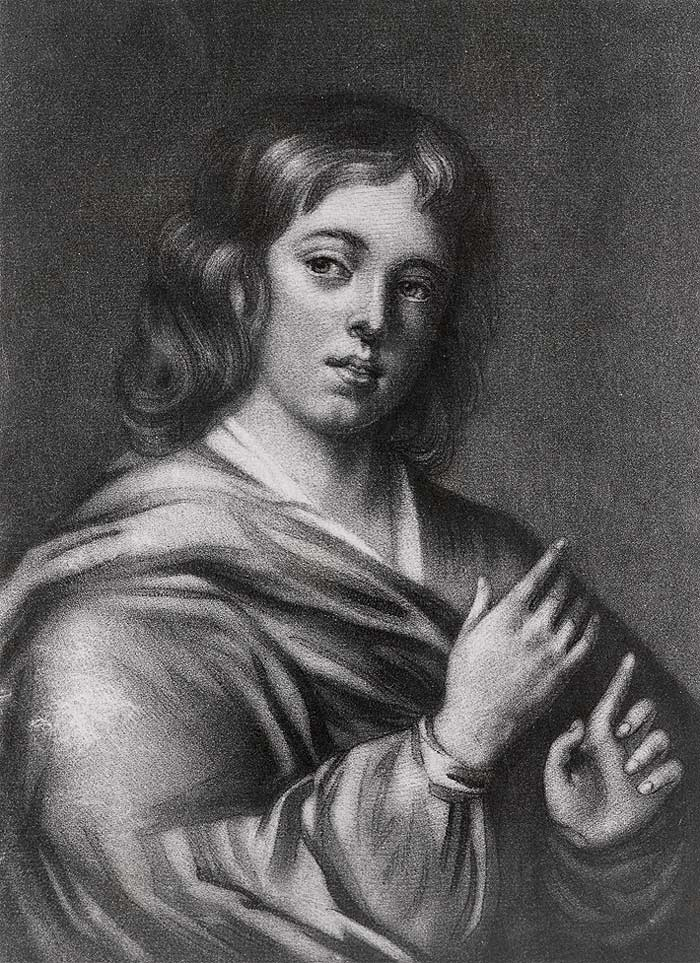
Edward Kynaston, een van de laatste jongensacteurs

Kindergezelschappen, ook wel jongensgezelschappen genoemd, waren groepen acteurs die met name populair waren in de periode van het Engels renaissancetheater tijdens de regeringsperiodes van Elizabeth I en Jacobus I.
Deze groepen kwamen oorspronkelijk voort uit de al eeuwenlang bestaande jongenskoren die aan diverse kerken verbonden waren. Al in de 12e eeuw kende St Paul's Cathedral in Londen een jongenskoor, net als veel andere kerken. In de 16e eeuw begonnen de koren langzamerhand ook aan toneeloptredens te doen. De jonge acteurs kregen een muzikale opleiding en leerden optreden in religieuze en klassieke Latijnse stukken. Al ten tijde van Hendrik VIII werden groepen als de Children of the Chapel en de Children of Paul's ingezet om feestelijkheden aan het hof op te luisteren.
Tijdens de regering van Elizabeth I ontwikkelden de groepen zich tot professionele gezelschappen, die doorgaans bestonden uit 8 tot 12 jongens. Deze gezelschappen gaven ook openbare voorstellingen. 
De koorleiders ontwikkelden zich tot toneelmanagers en regisseurs en schreven vaak ook zelf de teksten voor masques en aanverwante evenementen.
In 1576, ruim voordat William Shakespeare naar Londen kwam, huurde Richard Farrant, die destijds 'master' was van de Children of the Chapel,  een ruimte in de wijk Blackfriars om daar te kunnen spelen in een overdekte omgeving (de meeste theaters, ook latere, hadden geen overkapping). Hiermee ontstond de eerste versie van het Blackfriars Theatre.  Hier werden stukken opgevoerd van de hand van onder meer John Lyly.
Aan het eind van de 16e en het begin van de 17e eeuw beleefde het theater in Engeland een stormachtige ontwikkeling, waarin vele toneelschrijvers, onder wie Shakespeare, tot grote bloei kwamen, vele theaters werden gebouwd en professionele managers en toneelgezelschappen actief waren, zoals de invloedrijke James en Richard Burbage. De jongensgezelschappen waren inmiddels zo populair dat ze een serieuze bedreiging vormden voor de mannengezelschappen. In de tweede versie van het Blackfriars Theatre speelden zij stukken van onder meer John Marston, Ben Jonson en George Chapman.
Rond 1610 kwam er een eind aan de populariteit van de kindergezelschappen. Hiervoor zijn verschillende oorzaken te noemen. De gespeelde stukken hadden vaak een scherp politiek karakter, wat de plaatselijke overheden een doorn in het oog was. De concurrentie met de zich steeds sterker manifesterende mannengezelschappen nam toe. Ook vele ouders maakten bezwaar dat hun jongens, die eigenlijk als zangers in een koor waren aangetrokken, werden gebruikt als acteurs, een beroep dat niet altijd in hoog aanzien stond. Daarbij kwam dat de jonge acteurs soms op grove manieren werden geronseld en gedwongen werden om in het theater te spelen. Regelmatig ging het om werken waarin delen een expliciet seksueel karakter hadden, zoals Dido, Queen of Carthage van Christopher Marlowe. Deze werden vaak opgevoerd in duistere theaterzaaltjes voor een voornamelijk mannelijk publiek. De belangstelling voor mannelijke kindacteurs werd in de zestiende eeuw al gedeeld door Henry VIII.
In de periode 1637 – 1642 was er een kortstondige heropleving van het jongenstheater, toen de succesvolle acteur en theaterondernemer Christopher Beeston, die zelf in een kindergezelschap was begonnen, leiding gaf aan een door hem opgerichte groep onder de naam The King and Queen's Young Company, beter bekend onder de benaming Beeston's Boys. Vele jongensacteurs, onder wie Nathan Field, vonden overigens hun weg in het professionele mannentheater, waar jonge mannen vaak werden ingezet om de vrouwenrollen te spelen.